# Ассоциация фигурного катания США
Ассоциация фигурного катания США (англ. United States Figure Skating Association, USFSA) — американская федерация фигурного катания, одобренная Международным союзом конькобежцев (ИСУ). Также известна как US Figure Skating (USFS) — «Фигурное катание США».
По состоянию на 2006 год в неё входит более 196 тыс. спортсменов, из которых лишь 1/3 выступает на различных соревнованиях. Годовой бюджет организации составляет примерно 16 млн долларов. Большая часть доходов поступает от телевизионных продаж и помощи спонсоров, а в числе расходов — ежегодное проведение Чемпионата США по фигурному катанию, отборочных турниров, этапов Гран-при Skate America и других мероприятий.
Ассоциация выпускает журнал Skating Magazine, в здании этой организации в Колорадо-Спрингс располагается Зал славы мирового фигурного катания.

## Штаб-квартира
- Адрес: 20 First Street

Colorado Springs, CO 80906